# Tre Ministri Ducali
I Tre Ministri Ducali (三公S, SāngōngP) tradotto anche come Tre Duchi, Tre Eccellenze o Tre Signori, era il nome collettivo per i tre più alti funzionari nel governo del primo impero cinese all'interno del sistema burocratico chiamato dei "Tre signori e nove ministri".

## Descrizione
Ogni ministro-ducale era responsabile di diverse aree del governo ma i confini erano spesso sfocati. Insieme, i tre ministri-ducali furono i più stretti consiglieri dell'imperatore. Verso la fine della dinastia, le posizioni venivano spesso vendute a uomini ricchi per aumentare le entrate statali. I tre Ministri Ducali furono aboliti da Cao Cao nel 208 e sostituiti con la posizione di Cancelliere Imperiale.
A partire dalla dinastia Zhou, i ministri-ducali erano: 
- Gran Precettore (太師T, 太师S, TàishīP);
- Gran Tutore (太傅S, TàifùP);
- Gran Protettore (太保S, TàibǎoP).

Durante la dinastia Han, i ministri-ducali erano: 
- Cancelliere imperiale (丞相S, ChéngxiàngP)
- Segretario Imperiale (御史大夫S, Yùshǐ DàfūP);
- Gran Maresciallo (太尉S, TàiwèiP).

Nella successiva dinastia Han orientale, i ministri-ducali erano invece: 
- Ministro della guerra (大司馬S, Dà SīmǎP);
- Ministro delle Messi (司徒S, SītúP);
- Ministro dei Lavori (司空S, SīkōngP).

Poiché tutti e tre i nomi comprendono la parola "司" (sī), presso gli Han Orientali i tre ministri-ducali erano anche chiamati "Sansī" (三 司).

### Rango
Durante la dinastia Han, i funzionari del servizio civile furono classificati in base a venti ranghi, poi ridotti a sedici dopo il 32 a.C., espressi dallo stipendio annuale del funzionario in termini di numero di daren (石) o staia di grano. Si andava dai diecimila staia (in alto) ad un centinaio di staia (in basso). In base a questo sistema, i Tre Ministri Ducali avevano tutti il grado più alto di diecimila staia.